# Carina Vance Mafla
Carina Isabel Vance Mafla (Oakland, 1977) é uma política equatoriana. Foi ministra da Saúde do Equador, entre 12 de janeiro de 2012 e 13 de novembro de 2015. Em 4 de abril de 2016, foi eleita diretora executiva do Instituto Sul-Americano de Governo em Saúde (ISAGS) da União de Nações Sul-Americanas (UNASUL) e está, atualmente, no cargo para um segundo mandato.

## Vida pessoal e formação acadêmica
Carina Isabel Vance Mafla nasceu em 1977, em Oakland, estado da Califórnia, nos Estados Unidos.
Fez o ensino médio, no Equador, e frequentou a universidade nos Estados Unidos. Depois de frequentar o Williams College para sua graduação, na classe de 1999, e obter um mestrado em saúde pública na Universidade da Califórnia em Berkeley, retornou ao Equador, em 2004.
É abertamente lésbica. Passou um tempo na Europa quando jovem, onde, aos treze anos, ela e sua primeira namorada foram agredidas por jovens homofóbicos. Já havia começado a entender e aceitar sua identidade como lésbica, mas disse que este incidente "não foi apenas uma descoberta da minha homossexualidade, mas também a reação da sociedade a ela". Posteriormente, trabalhou como ativista dos direitos de lésbicas, gays, bissexuais e transgêneros (LGBT) e foi diretora executiva da Fundacion Causana, uma organização de direitos das lésbicas, com sede em Quito.
Recebeu a "Medalha do Bicentenário", do Williams College, "em reconhecimento à sua distinta conquista em saúde pública e direitos civis".

## Carreira política

### Ministério da Saúde do Equador

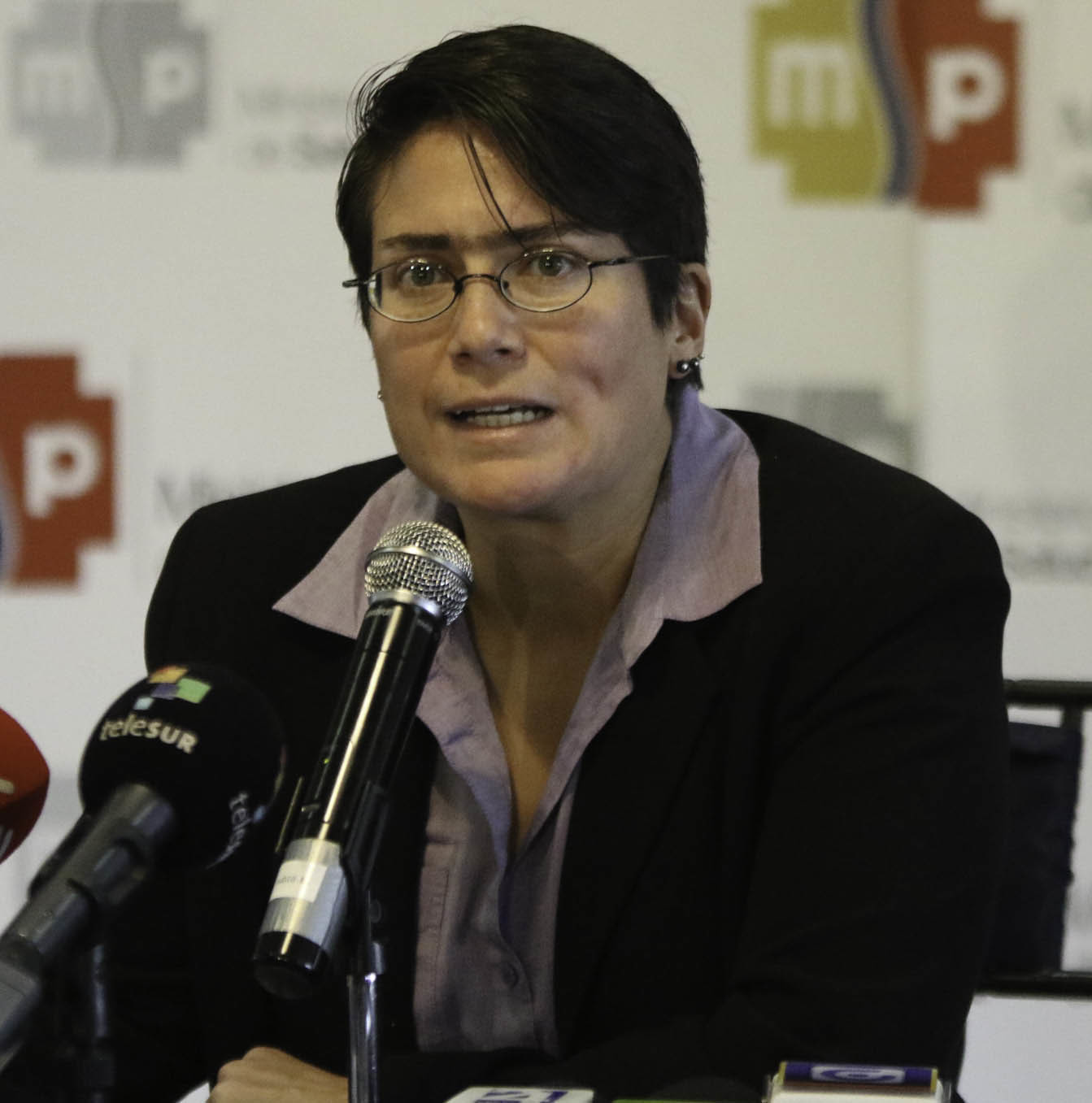
Na abertura das mesas de diálogo "Qualidade em Saúde", onde participam associações profissionais de saúde, sociedades científicas, entre outras. Na Agencia Pública de Noticias del Ecuador y Suramérica (ANDES), em 2014.

Foi nomeada para o governo do presidente Rafael Correa, em janeiro de 2012, depois que seu antecessor, David Chiriboga, renunciou em meio a preocupações de que ele era incapaz de resolver os problemas no sistema nacional de saúde do Equador.
Anunciou sua tentativa de fechar um sistema de "clínicas" religiosas que dizia que eles poderiam "curar" gays e particularmente lésbicas de sua homossexualidade e que havia sido relatado para torturar presos física e psicologicamente e mantê-los contra sua vontade. A Fundacion Causana trabalha há dez anos para fechar este tipo de instituições. Quando uma rede de quase 200 dessas "clínicas" ilegais foi descoberta quatro anos antes, a organização de Vance e outros direitos LGBT e organizações progressistas pressionaram o governo de Correa a fechá-las. Isso levou ao fechamento de trinta dessas clínicas, em setembro de 2011, e a um plano, apresentado por Chiriboga antes de sua renúncia, para continuar o trabalho.

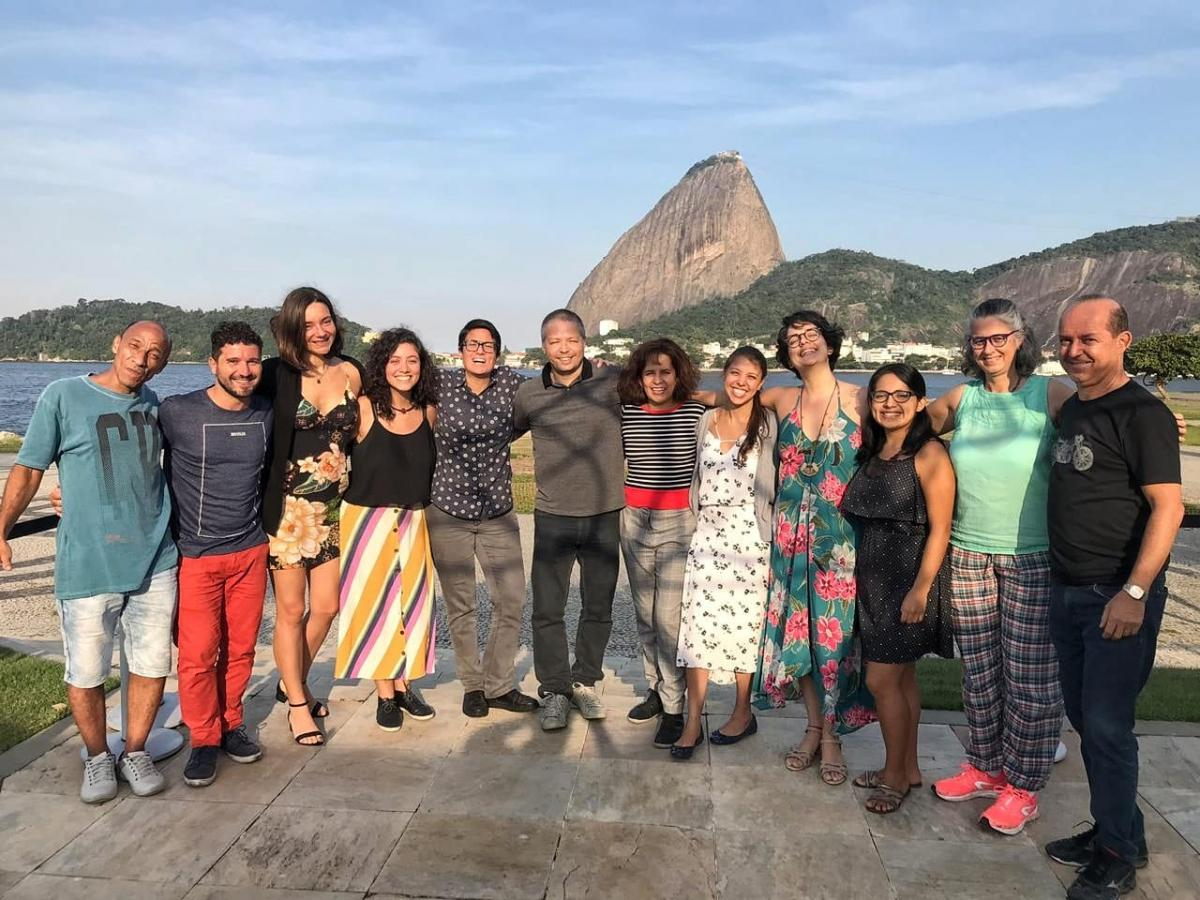
No Rio de Janeiro, sede do Instituto Sul-Americano de Governo em Saúde (ISAGS), em 2019.

Logo depois da sua nomeação para o governo, o ministério invadiu três das "clínicas de tortura" perto de Quito e resgatou dezenas de mulheres. Também discutiu planos para reformar a administração dos hospitais do país.

### Instituto Sul-Americano de Governo em Saúde
Em julho de 2016, foi eleita diretora executiva do Instituto Sul-Americano de Governo em Saúde (ISAGS) da União de Nações Sul-Americanas (UNASUL), após a votação dos demais 12 ministros da Saúde membros da UNASUL.